# Jon Stewart
Jon Stewart, ursprungligen Jonathan Stuart Leibowitz, född 28 november 1962 i New York, är en amerikansk komiker och programledare.
Stewart föddes i New York men växte mestadels upp i Lawrence Township i New Jersey.
Mellan 1999 och 2015 var Stewart programledare för det satiriska nyhetsprogrammet The Daily Show som i Sverige sänds på Comedy Central. Stewart har gjort sig känd för att kritisera den låga nivån hos "seriösa" nyhetsmedia, till exempel anses han ha bidragit till att debattprogrammet Crossfire som sändes på CNN lades ner efter att som inbjuden gäst starkt kritiserat nivån på debatterna. Flera av världens ledare har gästat Stewarts program, bland annat USA:s president Barack Obama och den tidigare presidentkandidaten John McCain. I februari 2015 meddelade Stewart att han efter 16 år lämnar programmet. År 2024 återvände han som programledare för programmet en dag i veckan.
År 2006 och 2008 var han värd för Oscarsgalan.
Han nämndes som en av de troligaste kandidaterna till att ta över efter David Letterman som programledare för The Late Show, men uppdraget gick istället till hans tidigare medarbetare Stephen Colbert, som då ledde The Colbert Report.

## Filmografi i urval
- 1998 – Faculty
- 1998 – Sex lektioner i kärlek
- 1999 – Big Daddy
- 2005 – The Aristocrats (dokumentär) 2007 – Evan Almighty
- 2008 - Simpsons, avsnitt E Pluribus Wiggum (gäströst i TV-serie)